# 金桢路站
金桢路站是郑州地铁6号线的地铁车站，位于中华人民共和国河南省郑州市中原区常州路与金马路交叉口处，于2023年1月16日启用。

## 车站结构
金桢路站的主体结构位于常州路与金马路交叉口地下，沿常州路呈南北走向，为地下二层车站，B1层为站厅层，B2层为站台层。
| 1F  | 地面     | 所有出入口                                                       |
| B1F | 站厅     | 客服中心、自动售票机、行李检查、闸机、车站控制室、卫生间、母婴室 |
| B2F | █ 6号线  | 往清华附中方向（奥体中心西）                                     |
| B2F | 岛式站台 | 至站厅                                                           |
| B2F | █ 6号线  | 往贾峪方向（河南建院）                                           |

### 站厅
金桢路站的站厅位于B1层，设有客服中心、自动售票机、安全检查、车站控制室等设施。站厅由闸机和栏杆分隔为付费区和非付费区，付费区内设有自动扶梯、步梯和无障碍电梯连接站台层。在站厅近A口通道处设卫生间和母婴室。

### 站台
金桢路站的B2层设一座岛式站台，呈南北向布置，两个站台面均安装有高站台门，其中西侧站台面由6号线下行（贾峪方向）列车使用，东侧站台面由6号线上行（清华附中方向）列车使用。

### 出入口
金桢路站设有A、B、C、D共4个出入口，连接地面和站厅，其中B口设无障碍电梯。各出入口信息如下表。
|                                   | 常州路（东）   | 郑州公交： \| 金桢路地铁站 \| 金桢路地铁站 \| 金桢路地铁站 \| 金桢路地铁站 \| 金桢路地铁站 \| \| 编号 \| 路线 \| 路线 \| 路线 \| 备注 \| \| ------------ \| -------------- \| ------------ \| --------------- \| ------------ \| \| S319 \| 柳湖街道办事处 \| ⇆ \| 金桢路地铁站A口 \| \| |                 |      |
|                                   | 常州路（西）   | |                 |      |
|                                   | 常州路（东）   | |                 |      |
|                                   | 金桢路（北）   | |                 |      |
| 注： 设有无障碍电梯 \| 设有卫生间 |                | |                 |      |
| 金桢路地铁站                      |                | |                 |      |
| 编号                              | 路线           | 路线 | 路线            | 备注 |
| S319                              | 柳湖街道办事处 | ⇆ | 金桢路地铁站A口 |      |